# Liebvillers
Liebvillers ist eine französische Gemeinde mit 147 Einwohnern (Stand: 1. Januar 2022) im Département Doubs in der Region Bourgogne-Franche-Comté.

## Geographie
Liebvillers liegt auf 501 m, drei Kilometer nordwestlich von Saint-Hippolyte und etwa 19 Kilometer südlich der Stadt Montbéliard (Luftlinie). Das Dorf erstreckt sich im Jura, in einer nach Süden zum Doubstal hin geöffneten Mulde, die in das Hochplateau von Lomont eingetieft ist. Das Gemeindegebiet gehört zum Regionalen Naturpark Doubs-Horloger.
Die Fläche des 3,03 km² großen Gemeindegebiets umfasst einen Abschnitt des französischen Juras. Der Hauptteil des Gebietes wird von der Mulde von Liebvillers eingenommen, die rund 1,5 km lang und an der Oberkante der Talhänge maximal einen Kilometer breit ist. Entwässert wird das Gebiet durch den Dorfbach nach Süden zum Doubs. Im Westen, Norden und Osten wird die Mulde von steilen Hängen flankiert, die an der Oberkante durch die Felsen einer widerstandsfähigen Kalksteinschicht gekrönt werden. Die Gemeindegrenze verläuft meist oberhalb des Steilhangs. Im Westen gehört der Vorsprung von Fontenotte ebenfalls zur Gemeinde. Eine weitere im Landschaftsbild hervortretende Kalksteinschicht markiert im Süden die Geländestufe, die zum mehr als 100 m tiefer gelegenen Doubstal überleitet. Der Doubs fließt hier durch ein enges Tal von Osten nach Westen und hat eine maximal 300 m breite, flache Talniederung ausgebildet. Entlang dem Fluss verläuft die südliche Grenze.
Zu Liebvillers gehören die Siedlung Nadam (369 m) im Doubstal sowie verschiedene Einzelhöfe. Nachbargemeinden von Liebvillers sind Montécheroux im Norden, Saint-Hippolyte im Osten, Bief im Süden sowie Noirefontaine im Westen.

## Geschichte
In den Höhlen der Kalkfelsen oberhalb des Dorfes wurden Spuren der Anwesenheit des Menschen im Paläolithikum entdeckt. Erstmals schriftlich erwähnt wird Liebvillers im Jahr 1136 unter dem Namen Libunwiller in einer Besitzurkunde des Klosters Lucelle. Im weiteren Verlauf erschienen die Bezeichnungen Libunvillar und Lebonvillar (1139), Libovilare (1179), Liboviler (1187), Libunvilar (1234), Liebvillers (erstmals 1242), Liebvillaire (1702) und Liebevillers (1765). Das Kloster Lucelle verkaufte Liebvillers 1242 an die Herren von Neuchâtel. Fortan gehörte das Dorf zur Herrschaft Clémont. Diese Herrschaft stand seit 1506 unter der Oberhoheit des Fürstentums Württemberg-Mömpelgard (Montbéliard), teilte dessen Schicksal und gelangte im Jahr 1748 definitiv unter französische Verwaltung. Während des Dreißigjährigen Krieges wurde Liebvillers schwer in Mitleidenschaft gezogen. Im 19. Jahrhundert wurde die Wasserkraft des Doubs für den Betrieb von Schmieden genutzt. Mit der Eröffnung der Bahnlinie von Montbéliard nach Saint-Hippolyte im Jahr 1886 (1969 endgültig stillgelegt) wurde die Industriesiedlung Nadam an das Eisenbahnnetz angeschlossen. Seit 1931 befindet sich im Doubstal auf dem Gemeindeboden ein Wasserkraftwerk, das der Electricité de France gehört und mit dem Wasser des Stauwehrs bei Gros Bois (Gemeinde Soulce-Cernay) gespeist wird.

## Sehenswürdigkeiten

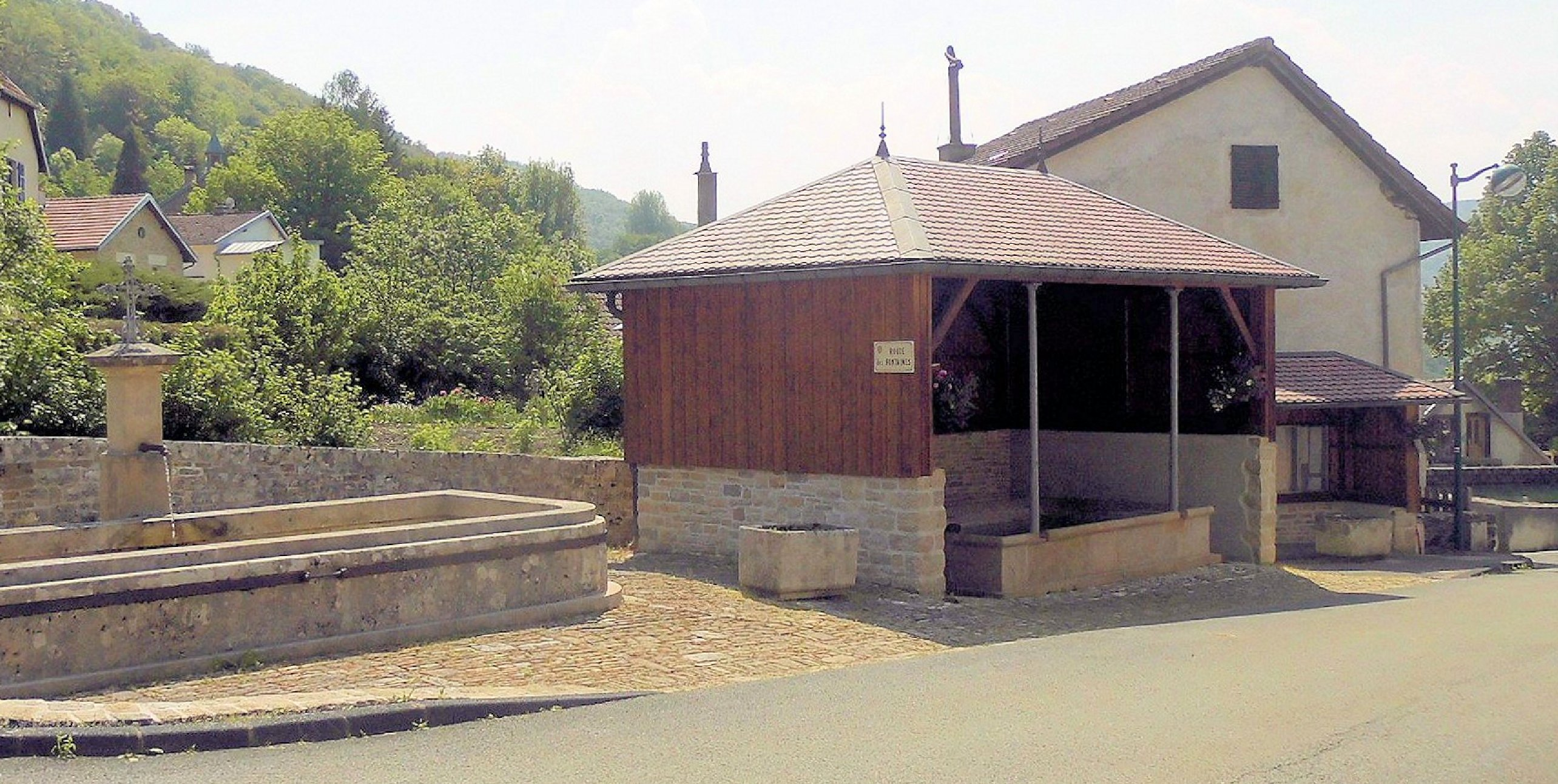
Brunnen und Lavoir in Liebvillers

Wahrzeichen des Dorfes, das keine eigene Kirche besitzt, sind eine Freiheitseiche und eine Naturbrücke (Pont naturel du Bisontin).

## Bevölkerung
| Jahr                       | 1962 | 1968 | 1975 | 1982 | 1990 | 1999 | 2004 | 2018 |
| Einwohner                  | 331  | 291  | 194  | 162  | 192  | 187  | 209  | 158  |
| Quellen: Cassini und INSEE |      |      |      |      |      |      |      |      |

Mit 147 Einwohnern (Stand 1. Januar 2022) gehört Liebvillers zu den kleinen Gemeinden des Départements Doubs. Nachdem die Einwohnerzahl in der ersten Hälfte des 20. Jahrhunderts markant abgenommen hatte (1926 wurden noch 673 Personen gezählt), wurde seit Beginn der 1980er Jahre wieder ein leichtes Bevölkerungswachstum verzeichnet.

## Wirtschaft und Infrastruktur
Liebvillers war bis weit ins 20. Jahrhundert hinein ein vorwiegend durch die Landwirtschaft (Viehzucht und Milchwirtschaft, etwas Acker- und Obstbau) geprägtes Dorf. Entlang dem Doubs ließ sich schon früh Gewerbe nieder, das von der Wasserkraft abhängig war. Heute gibt es nur noch wenige Betriebe des lokalen Kleingewerbes. Viele Erwerbstätige sind deshalb Wegpendler, die in den größeren Ortschaften der Umgebung ihrer Arbeit nachgehen.
Die Gemeinde liegt abseits der größeren Durchgangsstraßen, ist aber von der Departementsstraße D437, die von Montbéliard durch das Doubstal nach Maîche führt, leicht erreichbar. Weitere Straßenverbindungen bestehen mit Montécheroux und Noirefontaine.